# Sparta Jarocin
Rugby Klub Sparta Jarocin – polski klub rugby union z siedzibą w Jarocinie założony w 2007.

## Historia
Pierwszy pokazowy trening rugby union odbył się w Jarocinie 23 czerwca 2007. Rozpoczęto regularne treningi, a we wrześniu tego roku drużyna (występująca pod szyldem Klub Rugby Jarocin) rozegrała pierwszy sparing. 10 listopada 2008 roku założono klub sportowy Sparta Jarocin. W sezonie 2016/2017 Sparta zadebiutowała w II lidze (tj. na trzecim poziomie rozgrywek klubowych w Polsce) i zajęła w niej piąte miejsce. W związku z reorganizacją rozgrywek po zakończeniu tego sezonu awansowała do I ligi. W 2020 Sparta zwyciężyła w I lidze i awansowała do Ekstraligi.
Drużyny młodzieżowe Sparty kilkakrotnie zdobywały brązowe medale mistrzostw Polski:
- w kategorii juniorów w rugby piętnastoosobowym – 2016,
- w kategorii juniorów w rugby 7 – 2016,
- w kategorii kadetów w rugby 7 – 2014 i 2015[5].